# ディーン・スミス (陸上選手)
フィニス・ディーン・スミス（Finis Dean Smith、1932年1月15日 - 2023年6月24日）は、アメリカ合衆国の元陸上競技選手、フットボール選手、そしてスタントマンである。1952年に開催されたヘルシンキオリンピックの4×100mリレーで金メダルを獲得した。

## 経歴
スミスは1952年のAAU主催の競技会で、100メートル競走で優勝した。主要な競技会での優勝はこの1回のみだったが、彼はヘルシンキオリンピック100メートル走と4×100mリレーのアメリカ合衆国代表となった。オリンピックでは、100メートル走で4位に入賞した。4×100mリレーでは第1走者を任されて、予選と準決勝を1位で通過し、決勝では2位のソビエト代表チームに僅差で金メダル獲得を果たしている。
テキサス大学オースティン校を卒業した後のスミスはプロフットボール選手となり、ロサンゼルス・ラムズとピッツバーグ・スティーラーズに在籍したが、レギュラーシーズン中に試合に出場することはできなかった。
スポーツ選手としての一線を退いた後、彼はプロのロデオカウボーイとなり、さまざまな西部劇映画でスタントマンを務めた。彼がスタントを務めた映画には、ジョン・ウェインが監督と主演を務めた『アラモ』（1960年）や、『コマンチェロ』（1961年）、『西部開拓史』（1962年）などがある。『ガンスモーク』や『アイアンホース』など、テレビの西部劇ドラマにも出演している。
2006年には、テキサス・ロデオカウボーイ殿堂（en:Texas Rodeo Cowboy Hall of Fame）入りの栄誉を受けた。
スミスはスタントマン殿堂入りを果たした一員であり、1997年には「All American Cowboy」の称号を受けた。1998年には西部劇で活躍した俳優やスタッフに贈られる賞「ゴールデンブーツ賞」（en:Golden Boot Awards）を受賞し、2007年にはスタントマンとしての映画に対する多大な貢献を評価されて「シルバー・スパー賞」（Silver Spur award）を授与されている。

## オリンピックでの成績
| 年   | 大会                   | 場所                       | 種目         | 結果 | 記録                                |
| ---- | ---------------------- | -------------------------- | ------------ | ---- | ----------------------------------- |
| 1952 | ヘルシンキオリンピック | ヘルシンキ（フィンランド） | 100m         | 4位  | 10秒4（手動計時）10秒84（電気計時） |
| 1952 | ヘルシンキオリンピック | ヘルシンキ（フィンランド） | 4×100mリレー | 1位  | 40秒1（手動計時）40秒26（電気計時） |